# 下切站
下切站（日语：／ Shimogiri eki */?）是位於岐阜縣可兒市下切，東海旅客鐵道（JR東海）的太多線車站。

## 歷史
- 1952年（昭和27年）12月26日 - 日本國有鐵道車站啟用。當時為旅客車站。
- 1987年（昭和62年）4月1日：伴隨國鐵分割民營化，車站由東海旅客鐵道（JR東海）營運。
- 2010年（平成22年）3月13日 - 此站開始可以使用IC卡「TOICA」[1]。

## 車站構造
車站是一座地面車站，設有1面1線單式月台。此站是由美濃太田站管理的無人車站。設有候車室。月台旁曾經有一排大櫻花樹，現時已經被砍伐。

## 使用狀況
根據「可兒市之統計」，以下為此站1日平均乘車人次變化：
| 年度   | 一日平均 乘車人次 |
| ------ | ----------------- |
| 2012年 | 400               |
| 2013年 | 411               |
| 2014年 | 416               |
| 2015年 | 434               |
| 2016年 | 457               |
| 2017年 | 478               |
| 2018年 | 503               |
| 2019年 | 530               |

## 車站周邊
- 大森城（日语：大森城 (美濃国)）址
- 姬幼稚園
- 可兒市立姬治公民館

## 相鄰車站
東海旅客鐵道（JR東海）
 太多線
姬（CI04）－下切（CI03）－可兒（CI02）

## 注腳
1. ↑   (PDF) (新闻稿). 東海旅客鉄道. 2009-12-21  [2020-12-19]. （原始内容 (PDF)存档于2020-12-19） （日语）.
2. ↑  可児市の統計 （页面存档备份，存于）（日語） - 可兒市